# Lassing
Lassing è un comune austriaco di 1 689 abitanti nel distretto di Liezen, in Stiria.